# Fort-500
Il Fort-500 è un fucile a pompa a canna liscia di fabbricazione ucraina creato dalla RPC Fort.
Viene utilizzato per lo sport, la caccia e la difesa personale, nonché dalla Guardia nazionale dell'Ucraina e dalla stessa polizia.

## Descrizione
Il fucile FORT-500 è stato progettato alla fine degli anni '90 come arma di polizia  e di sicurezza ed è in produzione e utilizzo limitati da diverse organizzazioni di polizia e sicurezza ucraine. Viene offerto anche per le vendite civili in Ucraina in configurazione da caccia. Non è noto se i fucili Fort 500 siano mai stati esportati in numero. Di recente, l'azienda produttrice ha anche introdotto una versione della sua arms solo per la polizia: la Fort-500M, che presenta una canna corta da 35,5 cm,  calcio retrattile e impugnatura a pistola e un set di binari Picatinny sul ricevitore e per fine.
Il fucile Fort-500 è un fucile a pompa convenzionale, apparentemente modellato sul famoso fucile Remington 870 nel suo design interno.  Costruito in acciaio e in plastica o legno; in tutte le versioni sono disponibili canne con strozzatori estraibili; la stessa interfaccia di strozzatura sui fucili della polizia consente l'installazione di lanciatori a tazza destinati a sparare granate lacrimogene. L'alimentazione proviene dal caricatore tubolare sotto la canna.

## Accessori
Per i fucili Fort-500 sono disponibili accessori e attrezzature aggiuntive:
- set di ugelli intercambiabili

copertura ventilata del barilotto
- set di binari picatinny

ugello per sparare granate a gas " Teren-6 D" con un irritante (una miscela di morfolide di acido pelargonico e CS) a una distanza di 60-80 m (la granata viene sparata con una cartuccia a salve "Teren-12V")
- ugello sulla volata della canna per sparare serrature

nel 2007 è stata sviluppata una cartuccia a salve di un design speciale per Fort-500, che consente di sparare a un'ancora per gatti standardizzata a tre gambe da una pistola a una distanza fino a 50 metri

## Varianti
I fucili Fort-500 sono disponibili in diverse modifiche e versioni:
- Fort-500: la prima versione, fuori produzione da 6 colpi[1]

- Fort-500A: un fucile della polizia con una lunghezza della canna di 510 mm e un calcio di metallo ripiegabile verso l'alto [3] , sostituito in produzione dal modello Fort-500AC

- Fort-500M: un fucile della polizia con una lunghezza della canna di 345 mm, un'impugnatura a pistola e un calcio telescopico da 4 colpi[1].

- Fort-500M1: un fucile della polizia con una lunghezza della canna di 345 mm, un'impugnatura a pistola e un calcio pieghevole in metallo.

- Fort-500T: un fucile della polizia con una lunghezza della canna di 510 mm e un calcio telescopico, sostituito in produzione dal modello Fort-500TS .

## Utilizzatori
Ucraina
nel 2000, il primo lotto di fucili Fort-500 è stato trasferito per un'operazione di prova alle unità della Direzione principale del Ministero degli affari interni dell'Ucraina a Kiev e nella regione di Kiev. In futuro, i cannoni sono entrati in servizio il Berkut del Ministero degli affari interni dell'Ucraina e il servizio di frontiera. Dopo la riforma del Ministero degli Affari Interni dell'Ucraina e la creazione della Polizia Nazionale, le armi sono state incluse nell'elenco delle armi delle forze speciali "KORD" della Polizia Nazionale dell'Ucraina.